# Halictídeos
Halictidae é a segunda maior família de abelhas (sendo uma das linhagens da superfamília Apoidea),  atualmente com quase 4.500 espécies. Elas são comumente chamadas de abelhas do suor, pois geralmente são atraídas pela transpiração.
É um grupo extremamente diverso que pode variar muito na aparência. Essas abelhas ocorrem em todo o mundo e são encontradas em todos os continentes exceto na Antártida. Eles são o grupo para o qual o termo "eussocial" foi cunhado para os himenópteros sociais pela primeira vez, pela entomologista Suzanne Batra.

## Descrição
Geralmente de cor escura (frequentemente marrom ou preto) e muitas vezes metálica, os halictídeos são encontrados em vários tamanhos, cores e padrões. Várias espécies são totalmente ou parcialmente verdes e algumas são vermelhas, roxas ou azuis. Várias delas têm manchas amarelas, especialmente os machos, que geralmente têm rostos amarelos, um padrão comum entre as várias famílias de abelhas. As fêmeas desta família tendem a ser maiores que os machos. Esta família é uma das muitas em Apoidea que apresentam línguas (glossa) curtas. Mais tecnicamente, sobre as peças bucais, não apresentam um flabelo, e possuem o mento membranoso; as lacínias apresentam-se em forma de um pequeno lobo sobre a base da probócide, sendo bem separado da maxila. Apresentam uma sutura subantenal, e nã apresentam fóvea facial. Distinguem-se mais facilmente de outras famílias de Apoidea pela veia basal arqueada (ou seja, fortemente curvada) nas asas anteriores. 

## Ecologia
A maioria dos halictídeos nidifica no solo, frequentemente em habitats como solo argiloso, barrancos e margens de rio, embora alguns nidifiquem dentro da madeira. Dentre os insetos conhecidos, as abelhas Halicitidae apresentam a maior gama de expressões de comportamentos de cuidado da prole, que desenvolvem-se em comportamentos sociais. De forma que existem espécies desde aquelas completamente solitárias até as que constroem comunidades envolvendo indivíduos de uma mesma espécie ou mesmo de diferentes espécies. Uma variedade impressionante de comportamentos sociais e de nidificação são exibidos pelos halictídeos, incluindo solitários, comunitários, semi-sociais e primitivamente eussociais. Trata-se, assim, esta família de um modelo muito ilustrativo acerca da evolução dos himenópteros sociais.

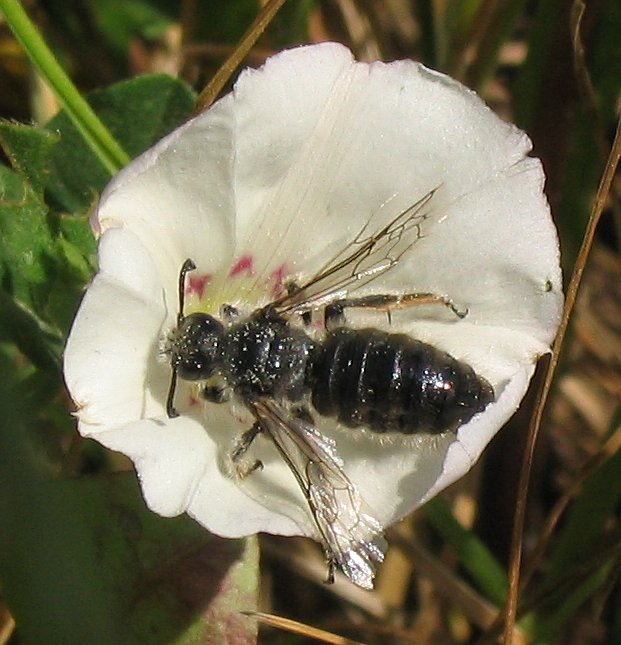
Systropha planidens, um polinizador especialista de Convolvulus

### Eussocialidade
Muitas espécies de Halictidae são eussociais, pelo menos em parte, apresentando divisão reprodutiva de tarefas (isto é, com casta de rainhas e de operárias separadas, mas diferentes do sistema de castas das abelhasmelíferas). O primeiro grupo de descendentes continua a construir e proteger o ninho, bem como a coletar alimentos para uma nova ninhada de larvas. 
Certos comportamentos sociais parecem ser facultativos em várias linhagens. Diferentes fatores bióticos e abióticos podem afetar esses comportamentos, como recursos florais, localização, altitude, estação e clima. As espécies que não têm uma divisão de trabalho permanente e rígida, como Lasioglossum zephyrus ou Halictus rubicundus, são consideradas primitivamente eusociais. Outro exemplo de uma espécie primitiva de abelha eusocial desta família é Halictus ligatus, para a qual a agressão é uma das atitudes comportamentais mais influentes para o estabelecimento e de organização social da hierarquia dentro das colônias.

### Cleptoparasitismo
Vários gêneros e espécies de halictídeos são cleptoparasitas de outras abelhas (principalmente outros halictídeos ou abelhas de tamanho semelhante. O comportamento evoluiu pelo menos nove vezes de forma independente dentro da família. As espécies mais conhecidas e comuns são as do gênero Sphecodes, que têm uma aparência mais semelhante à de uma vespa; a fêmea Sphecodes entra na célula com a massa de provisão, come o ovo hospedeiro e põe um ovo próprio em seu lugar. Outros gêneros cleptoparasitas estudados incluem Megalopta e Temnosoma.

### Espécies "noturnas"
Halictidae é uma das quatro famílias de abelhas que contém algumas espécies crepusculares; esses halictídeos são ativos apenas ao anoitecer ou no início da noite, portanto são tecnicamente considerados "vespertinos", ou às vezes verdadeiramente noturnos. Essas abelhas, como é típico nesses casos, têm ocelos muito aumentados.

## Relação com o humano

### Ferroada
Alguns Halictídeos são importantes na polinização de plantações. Embora algumas espécies halictídeos sejam oligolégas (por exemplo, Rophites algirus que apenas visita as flores das plantas de urtiga), a maioria é generalista, o que as torna polinizadores globais valiosos.

### Picada

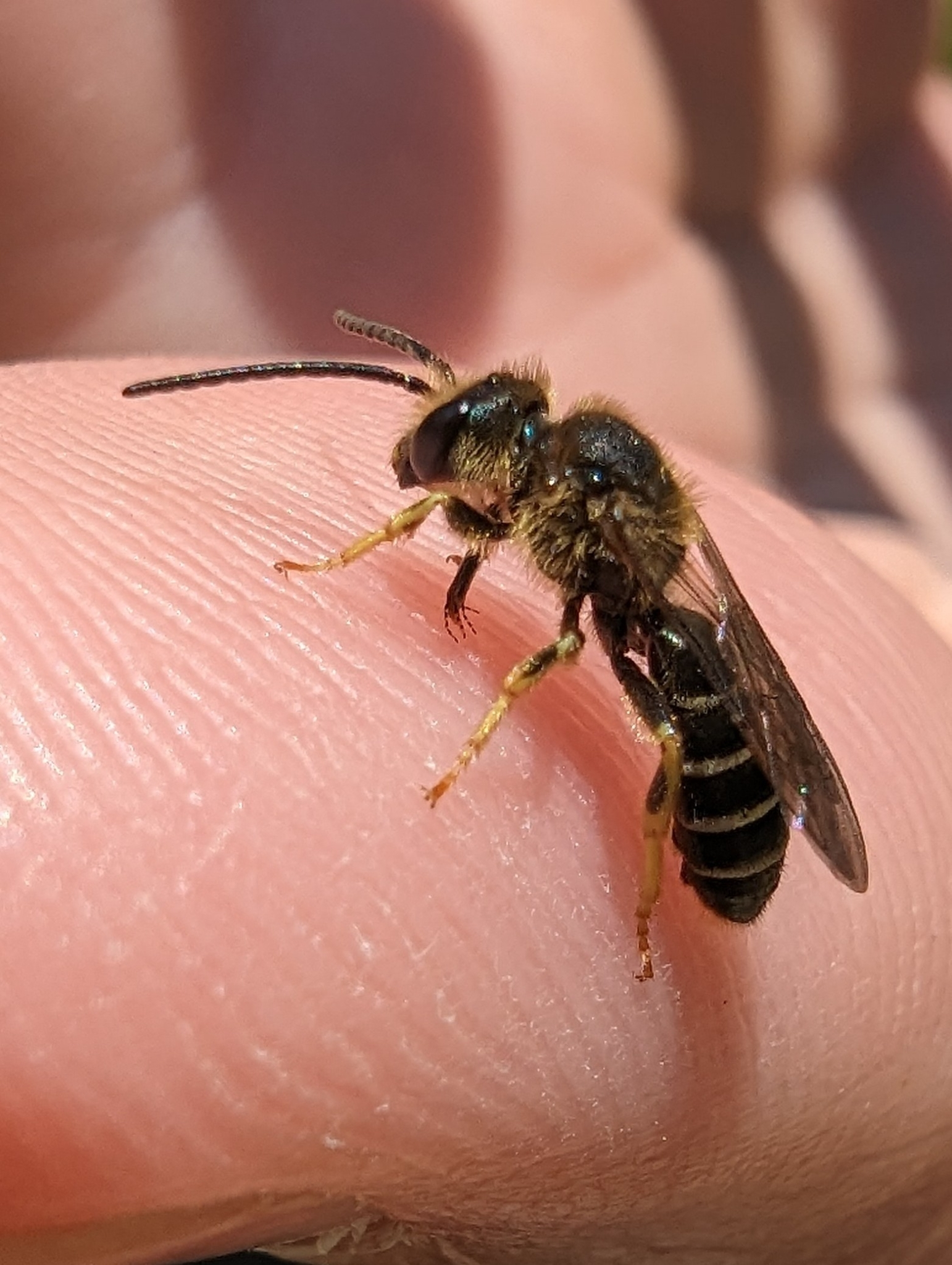
Um macho Halictus rubicundus com a língua de fora, lambendo o suor

Somente as fêmeas têm a capacidade de dar uma ferroada. Devido à sua natureza não agressiva, eles só picam se forem incomodados; a picada é leve. Os casos mais comuns de picadas ocorrem ao bater ou ao fazer contato acidental com um halictídeo que tenta lamber o suor de alguém, em busca dos eletrólitos dissolvidos.

## Filogenia
Halictidae pertence ao subclado de himenópteros Aculeata (himenópteros urticantes), superfamília Apoidea (abelhas e vespas), parte das linhagens "apidomorfas" tradicionalmente agrupadas em Anthophila (abelhas verdadeiras). Alguns autores ainda listam a família como uma subfamília dentro de Apidae, mas este não é mais o consenso corrente. Fósseis desta família são normalmente encontrados em âmbar da região do Báltico e da República Dominicana e sugerem que os Halictidae existem há pelo menos 96-75 milhões de anos. O registro fóssil mais antigo de Halictidae remonta ao Eoceno Inferior com várias espécies, como Neocorynura electra e Augochlora leptoloba conhecidas de depósitos de âmbar. 
A monofilia da família reside sobre aspectos morfológicos de larvas e adultos, principalmente sobre as peças bucais. As relações filogenéticas entre as subfamílias ainda precisam ser melhor esclarecidas, mas Rophitinae aparenta parece ser o grupo irmão das três subfamílias restantes (Nomiinae, Nomioidinae, Halictinae) com base em dados morfológicos e moleculares. No entanto, há ainda questões pendentes, como possível parafiletismo de Rophitinae.

## Classificação
Atualmente, a família está dividida em quatro subfamílias, cerca de 75 gêneros e mais de 3500 espécies conhecidas. Por volta de 75% das espécies estão na Região Neotropical, sendo Nomioidinae relativamente pequena e restrita ao Velho Mundo. Quase todas espécies conhecidas do Neotrópico pertencem à subfamília Halictinae.
- Ceblurgus
- Conanthalictus
- Dufourea
- Goeletapis
- Micralictoides
- Morawitzella
- Morawitzia
- Penapis
- Protodufourea
- Rophites
- Sphecodosoma
- Systropha
- Xeralictus

Subfamília Nomiinae:
- Dieunomia
- Halictonomia
- Lipotriches
- Mellitidia
- Nomia
- Pseudapis
- Ptilonomia
- Reepenia
- Spatunomia
- Sphegocephala
- Steganomus

Subfamília Nomioidinae:
- Cellariella
- Ceylalictus
- Nomioides

Subfamília Halictinae:

Tribo Halictini
- Agapostemon
- Caenohalictus
- Dinagapostemon
- Echthralictus
- Eupetersia
- Glossodialictus
- Habralictus
- Halictus
- Homalictus
- Lasioglossum
- Mexalictus
- Microsphecodes
- Nesosphecodes
- Paragapostemon
- Patellapis
- Pseudagapostemon
- Ptilocleptis
- Rhinetula
- Ruizantheda
- Sphecodes
- Thrincohalictus
- Urohalictus

Tribo Thrinchostomini
- Parathrincostoma
- Thrinchostoma

Tribo Augochlorini
- Andinaugochlora
- Ariphanarthra
- Augochlora
- Augochlorella
- Augochlorodes
- Augochloropsis
- Caenaugochlora
- Chlerogas
- Chlerogella
- Chlerogelloides
- Corynura
- Halictillus
- Ischnomelissa
- Megalopta
- Megaloptidia
- Megaloptilla
- Megommation
- Micrommation
- Neocorynura
- Paroxystoglossa
- Pseudaugochlora
- Rhectomia
- Rhinocorynura
- Temnosoma
- Thectochlora
- Xenochlora

Fósseis halictídeos indeterminados:
- †Eickwortapis
- †Nesagapostemon
- †Oligochlora

## Links externos
- Família Halictidae Fotos de diagnóstico em grande formato, informações.
- Tudo sobre a abelha-do-suor - Descrição e foto da abelha-do-suor.
- Galeria de imagens de Gembloux Arquivado em 2016-03-03 no Wayback Machine
- BugGuide – Pesquisa: Halictidae (apenas espécies norte-americanas).
- Guias de identificação on-line para Halictidae do leste da América do Norte
- Halictidae no site UF / IFAS Featured Creatures